# Eurogang
Eurogang ist eine Krimiserie aus dem Jahr 1975.
Hauptkommissar Hager vom BKA ermittelt in internationalen Kriminalfällen, in die deutsche Kriminelle verwickelt sind. Ihm zur Seite stehen eine Handvoll Ermittler, allen voran der Chef der Einsatzgruppe Dr. Grommer sowie seine Assistenten Kriminalkommissar Possart und Kriminalkommissar Lerch.

## Hintergrund
Gedreht wurde die Serie in Frankfurt am Main.
Die Regie führten Michael Braun, Heinz Schirk und Eberhard Pieper, produziert wurde die Serie unter der Leitung von Hans Hirschmann und des Südwestrundfunks.

## Episoden
- Keine Beweise gegen Martellan (24. September 1975)
- Blüten für Frankfurt (22. Oktober 1975)
- Ein Wagen voll Madonnen (19. November 1975)
- Die letzte Lieferung (17. Dezember 1975)
- Der Helfer (14. Januar 1976)
- Urlaub für Harry Krausch (11. Februar 1976)

## Sonstiges
Am 14. Oktober 2011 veröffentlichte Studio Hamburg Enterprises diese
Serie in der Reihe Straßenfeger gemeinsam mit Privatdetektiv Frank Kross erstmals auf DVD.